# Richard Powers
Richard Powers (18 de juny de 1957) és un escriptor estatunidenc. L’any 2006 va ser guardonat amb el National Book Award for Fiction per la seva novel·la The Echo Maker i l'any 2019 amb el Premi Pulitzer d'Obres de Ficció, per la seva novel·la The Overstory, publicada el 2018.

## Biografia
Richard Powers va néixer a Evanston (Illinois). Va viure a Chicago, fins als onze anys, quan es va traslladar amb la seva família a Bangkok (Tailàndia). Va tornar als Estats Units i va començar a estudiar Física, però ho va abandonar per posar-se a estudiar Literatura anglesa. Ha treballat de programador informàtic i com a professor universitari. La seva obra literària es caracteritza per ficcionar temes científics com la genètica, l'enginyeria química, la neurociència o el medi ambient.

## Obres
1. Three Farmers on Their Way to a Dance (1985)
2. Prisoner's Dilemma (1988)
3. The Gold Bug Variations (1991)
4. Operation Wandering Soul (1993)
5. Galatea 2.2 (1995)
6. Gain (1998)
7. Plowing the Dark (2000)
8. The Time of Our Singing (2003)
9. The Echo Maker (2006)
10. Generosity: An Enhancement (2009)
11. Orfeo (2014)
12. The Overstory (2018)